# دبی گراهام
 دبی گراهام (انگلیسی: Debbie Graham؛ زاده ۲۵ اوت ۱۹۷۰) یک تنیس‌باز اهل ایالات متحده آمریکا است.